# Artesanía de software
Artesanía de software es un enfoque del desarrollo de software que enfatiza las habilidades de producir código de los propios desarrolladores de software o programadores. Es una respuesta de estos a los males percibidos en las prácticas establecidas de la industria, entre otros la priorización de las preocupaciones financieras sobre la responsabilidad del desarrollador.
Históricamente, los programadores han sido animados a verse a sí mismos como practicantes de un análisis estadístico bien definido y con rigor matemático de un enfoque científico con teorías de computación. Esto cambió a un enfoque ingenieril con connotaciones de precisión, previsibilidad, medición, mitigación de riesgos y profesionalismo. La práctica de la ingeniería condujo a llamados a licenciamiento, certificación y a un cuerpo codificado de conocimientos como mecanismos de difusión del conocimiento de la ingeniería y maduración del campo de aplicación.
El Manifiesto Ágil (Agile Manifesto), con su énfasis en "individuos e interacciones por encima de procesos y herramientas" cuestionó algunos de estos supuestos. El manifiesto de la Artesanía de software se extiende y desafía más las suposiciones del Manifiesto Ágil, haciendo una metáfora entre el desarrollo de software moderno y el modelo gremial de la Europa medieval.

## Resumen
El movimiento remonta sus raíces a las ideas expresadas en ciertas obras escritas. Entre ellas, El Programador Pragmático (The Pragmatic Programmer) por Andy Hunt y Dave Thomas y Artesanía de software por Pete McBreen posicionan explícitamente al desarrollo de software como heredero de las tradiciones del gremio de la Europa medieval. El filósofo Richard Sennet escribió sobre el software como un arte moderno en su libro El Artesano. Freeman Dyson, en su ensayo "La ciencia como una artesanía", amplía la Artesanía de software para incluir el dominio del uso de software como impulsor de un beneficio económico:
"A pesar de la subida de Microsoft y otros productores gigantes, el software sigue siendo en gran parte una industria artesanal. Debido a la enorme variedad de aplicaciones especializadas, siempre habrá espacio para que los individuos escriban software basado en su conocimiento único. Siempre habrá nichos de mercado para mantener vivas la pequeñas empresas de desarrollo de software. El arte de escribir software no será obsoleto. Y el oficio de uso creativo del software está floreciendo aún más que el oficio de escribirlo.”
Tras el debate inicial, se celebraron conferencias en Londres y Chicago, después de las cuales, un manifiesto fue redactado y puesto en línea para reunir adherentes. Esto fue seguido por la elaboración de prácticas para desarrollar aún más el movimiento, incluyendo el intercambio de talento en "Canje de Artesano" (Craftsman Swaps) y la evaluación de las habilidades de "Cumbres de Artesanía" (Craftsmanship Spikes)

## Historia
En 1992, el ensayo de Jack W. Reeves "¿Qué es diseño de Software? sugiere que el desarrollo de software es más un arte que una disciplina de ingeniería.
En 1999, se publicó El Programador Pragmático. Su subtítulo, "De oficial a maestro", sugirió que los programadores pasan por etapas en su desarrollo profesional de manera similar a las tradiciones del gremio medieval de Europa.
En 2001, se publicó el libro de Pete McBreen Artesanía de Software. Sugirió que los desarrolladores de software no necesitan verse como parte de la tradición de la ingeniería y que una metáfora diferente sería más conveniente.
En su Conferencia magistral de agosto de 2008, en Agile 2008, Bob Martin propuso un quinto valor para el Manifiesto Ágil: "Artesanía por encima de la basura". Cambió más adelante su propuesta por "Artesanía por encima de la ejecución".
En diciembre de 2008, un número de aspirantes a artesanos de software se reunieron en Libertyville, Illinois con la intención de establecer un conjunto de principios para la Artesanía de software.
En marzo de 2009, después de la conversación en proceso, se decidió un resumen de las conclusiones generales. Fue presentado públicamente, para su revisión y firma, en la forma de un Manifiesto por la Artesanía de software.
En abril de 2009, dos de las empresas del movimiento de Artesanía del software, 8th Light y Obtiva, experimentaron con un intercambio de' artesano'. El Chicago Tribune cubrió este evento en 15 de junio de 2009
En enero de 2010, un segundo intercambio de artesano se llevó a cabo entre Obtiva y Relevance.

## Lectura adicional
- Hoover, Dave; Oshineye, Adewale (2010). Apprenticeship Patterns: Guidance for the Aspiring Software Craftsman. Foreword by Ward Cunningham. O'Reilly. ISBN 0-596-51838-2.
- Martin, Robert C. (2008). Clean Code: A Handbook of Agile Software Craftsmanship. Addison Wesley. ISBN 0-13-235088-2.
- McBreen, Pete (2001). Software Craftsmanship: The New Imperative. Addison Wesley. ISBN 0-201-73386-2.
- Sennett, Richard (2008). The Craftsman. Yale University Press. ISBN 0-300-11909-7.
- Pyritz, Bill (2003). «Craftsmanship versus engineering: Computer programming - An art or a science?». Bell Labs Technical Journal. Archivado desde el original el 5 de enero de 2013. Consultado el 20 de mayo de 2016.
- Mancuso, Sandro (2014). The Software Craftsman: Professionalism, Pragmatism, Pride. Prentice Hall. ISBN 0-13-405250-1.